# Triclistus evexus
Triclistus evexus är en stekelart som beskrevs av Henry Keith Townes, Jr. 1959. Triclistus evexus ingår i släktet Triclistus och familjen brokparasitsteklar. Inga underarter finns listade i Catalogue of Life.